# Joseph Charles Bequaert
Joseph Charles Bequaert, född 24 maj 1886 i Torhout, Belgien, död 12 januari 1982 i Amherst, Massachusetts, var en amerikansk naturhistoriker med belgiskt ursprung.
Auktorsnamnet Bequaert kan användas för Joseph Charles Bequaert i samband med ett vetenskapligt namn inom botaniken; se Wikipediaartiklar som länkar till auktorsnamnet.